# Castianeira sexmaculata
Castianeira sexmaculata är en spindelart som beskrevs av Cândido Firmino de Mello-Leitão 1926. 
Castianeira sexmaculata ingår i släktet Castianeira och familjen flinkspindlar. Inga underarter finns listade.